# ساكن بن خويلد (ردفان)

تعديل مصدري - تعديل

ساكن بن خويلد هي إحدى قرى عزلة الحبيلين بمديرية ردفان التابعة لمحافظة لحج، بلغ تعداد سكانها 28 نسمة حسب تعداد اليمن لعام 2004.